# Непомнящий Микола Валерійович
Мико́ла Вале́рійович Непо́мнящий — солдат Збройних сил України, учасник російсько-української війни.

## З життєпису
Народився 1979 року у місті Тетіїв на Київщині. 
2014 року брав участь в антитерористичній операції на сході України. 
26 лютого 2016 року помер внаслідок важкої хвороби, що почалася від отриманих раніше поранень.

## Нагороди та вшанування
За особисту мужність і героїзм, виявлені у захисті державного суверенітету та територіальної цілісності України, вірність військовій присязі під час російсько-української війни
- нагороджений орденом «За мужність» III ступеня (26.2.2015).
- ім'я Миколи Непомнящого внесене до Книги пошани Тетієва